# إيفار والر
إيفار والر (بالسويدية: Ivar Waller)‏ هو عالم بلورات ‏ وفيزيائي سويدي، ولد في 11 يونيو 1898، وتوفي في 12 أبريل 1991.